# Seweryn Loewenstein

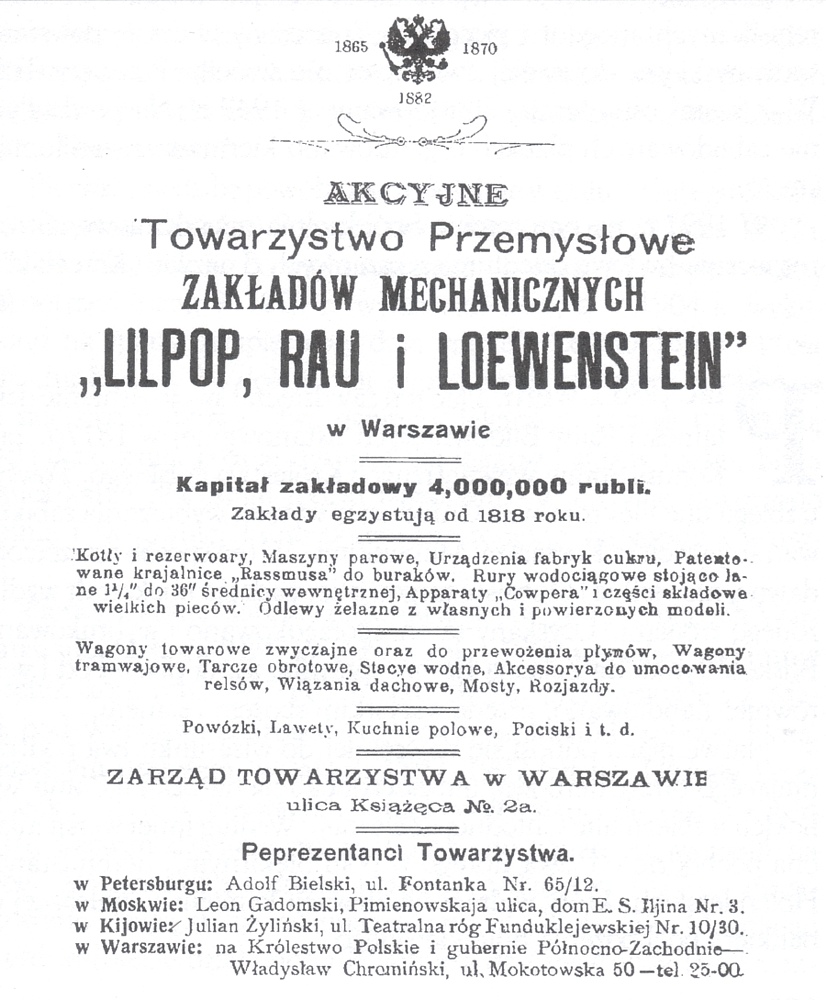
Reklama Towarzystwa Przemysłowego Lilpop, Rau i Loewenstein z 1882

Seweryn Jakub Henryk Loewenstein (ur. 13 sierpnia 1833, zm. 17 lipca 1895) – polski przedsiębiorca i fabrykant żydowskiego pochodzenia.

## Życiorys
Urodził się jako syn Jakuba i Doroty z domu Kronenberg (siostry Leopolda). Był bratem Leona.
Był współzałożycielem i współwłaścicielem zakładów Lilpop, Rau i Loewenstein w Warszawie. Założył także i był prezesem Domu dla Sierot po Robotnikach.
W 1884 otrzymał od Wielkiego Księcia Saksonii-Coburg-Gotha Ernesta II Sachsen-Coburg-Gotha szlachectwo dziedziczne i tytuł baronowski.
Został pochowany na cmentarzu ewangelicko-reformowanym w Warszawie (kwatera F-5-2).